# Pellegrue
Pellegrue (gaskonsko Pelagrua) je naselje in občina v jugozahodnem francoskem departmaju Gironde regije Akvitanije. Leta 2009 je naselje imelo 1.005 prebivalcev.

## Geografija
Naselje leži v pokrajini Gujeni ob reki Durèze, 62 km vzhodno od Bordeauxa.

## Uprava
Pellegrue je sedež istoimenskega kantona, v katerega so poleg njegove vključene še občine Auriolles, Caumont, Cazaugitat, Landerrouat, Listrac-de-Durèze, Massugas, Saint-Antoine-du-Queyret, Saint-Ferme in Soussac z 2.790 prebivalci.
Kanton Pellegrue je sestavni del okrožja Langon.

## Zanimivosti
Pellegrue je vmesna postaja romarske poti v Santiago de Compostelo, Via Lemovicensis.
- cerkev sv. Andreja, francoski zgodovinski spomenik;